# Malabar (regió)

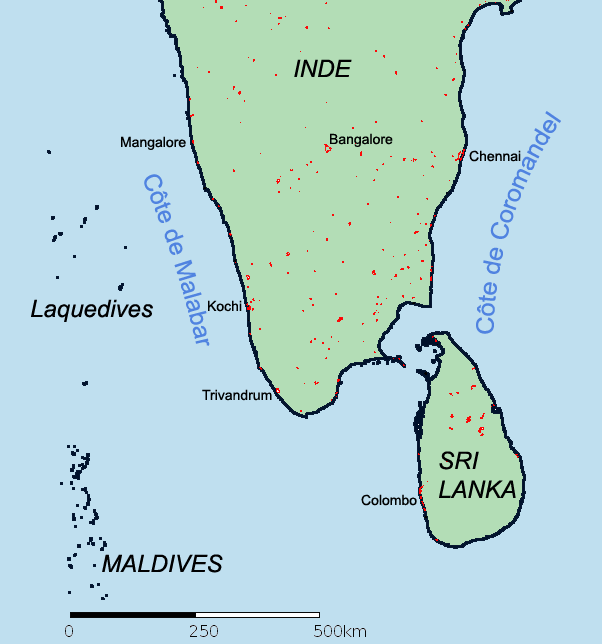
Les costes del sud de l'Índia

Malabar —മലബാര് en malayalam —és una regió del sud de l'Índia, corresponent a l'estat de Kerala i el sud-oest de Karnataka, entre els Ghats Occidentals i la mar d'Aràbia. Tota la costa sud-oest de l'Índia és coneguda com a Costa Malabar. Els naturals del país eren molt hàbils en determinats jocs amb les mans, els quals els portuguesos anomenaren jocs malabars, passant al català i castellà; als practicants se'ls anomenà malabaristes. Sobre l'origen del nom hi ha diverses explicacions entre les quals la que el fa derivar del persa o àrab Bar (port, regne) i el malayalam Mala (muntanya). També es diu que podria derivar de la ciutat de Malappuram. El nom Mala ja l'utilitzaren els grecs: Cosmes Indicòpleustes el 545 parla de Male d'on venia la pebre; després s'hi hauria afegit "barr" que en àrab vol dir port o per derivació del sànscrit "vara" (regió), o pel persa "bar" (per exemple Zanzíbar); també és comú a l'Índia en paraules com Marwar. Mewar o Dharwar, on té el significat de costa o riba. Ibn Battuta parla de Mulaibar; Marco Polo de Melibar.

## Història
Durant segle el territori fou possessió dels reis txeres. El darrer rei txera, Cheraman Perumal, hauria abdicat voluntàriament i repartit el seu regne retirant-se a la Meca per esdevenir musulmà. Això hauria passat abans del 827 data en què la seva tomba a Hedjaz diu que va arribar a Aràbia, on va morir el 831. La data de sortida de Kerala hauria estat el 25 d'agost del 825 que és el primer dia de l'era kolam, usada molt de temps a Kerala. Els seus dominis van quedar en mans de gran nombre de petits sobirans entre els quals els Kolattiri o Chirrakkal al nord i els Samuri (Zamorin) al sud són els més coneguts; alguns van ser més o menys tributaris de Vijayanagar avançat el segle xiv o al segle xv.
Amb els dos poders esmentats i amb els rages de Cochin van entrar en contracte els portuguesos quan van arribar al final del segle xv. Vasco de Gama va estar a Malabar el 1498 i els seus successors es van establir a Cochin, Calicut i Cannanore. Quan van arribar els portuguesos el nom Malabar no estava en ús o almenys no era general i fou adoptat pels europeus.
El 1656 van aparèixer els holandesos de la Companyia Holandesa de les Índies Orientals que van competir pel comerç amb els portuguesos; van conquerir inicialment Cannanore i el 1663 la ciutat i fort de Cochin i el de Tangasseri, tots arrabassats als portuguesos. El 1717 van obtenir la cessió de l'illa de Chetwai del Zamorin. Però durant el segle el seu poder es va esvair; Cannanore fou venuda el 1771 a la família reial representada en aquest temps per Ali Raja; Chetwai fou conquerida per Haidar Ali el 1776; Holanda fou ocupada per França i va esdevenir la República Batava (i després el regne dels Països Baixos) i els britànics van ocupar Cochin el 1795.
Els francesos es van establir a Calicut el 1698. El 1726 van obtenir un territori a Mahk, i el 1751 un altre a Mount Delly i alguns altres llocs al nord, però tots van caure en mans dels anglesos el 1761. Les freqüents guerres amb els anglesos van arruïnar el comerç de Mahé (Pondichery) que per tres vegades fou ocupada pels britànics i tres vegades restaurada.
Els anglesos es van establir a Calicut el 1664, el 1683 a Tellicherry, i el 1684 a Anjengo, Chetwai, i altres factories. Tellicherry va esdevenir la factoria central sobretot pel comerç de la pebre. El seu poder va créixer tant que el 1737 el factor anglès a Tellicherry va fer de mediador entre el príncep de Kanara i el de Kolattiri. Els anglesos van obtenir el privilegi de comprar en exclusiva els productes valuosos del país, especialment pebre i altres espècies i fusta de sàndal.
Entre finals del segle xvii i el segle xviii els marathes sota l'almirall Angria i els Sidis de Janjira, almiralls mogols, van infestar la costa i van assolar les poblacions costaneres. El 1756 una expedició britànica va posar fi a aquestos atacs. El raja d'Ikkeri o Bednur va envair el país de Kolattiri el 1736 i 1751 i va recaptar contribucions importants. El principat de Palghat, desmembrat pels rages de Calicut i Cochin, va buscar l'aliança amb el Regne de Mysore sota la dinastia Wodyar i el raja va enviar una força d'ajut (subsidiària) que va estacionar a Palghat. Quan Haidar Ali va esdevenir sobirà de Mysore en usurpar el poder, va al·legar la defensa del seu aliat el achchan de Palghat, per envair la costa Malabar; Haidar Ali va enviar un exèrcit a Palghat a través de Coorg, exèrcit que va dirigir personalment el 1760; el 1766 a petició d'Ali Raja, el cap moppila musulmà de Cannanore, va retornar i va conquerir fàcilment el país, fugint els rages a la jungla o cap a l'establiment britànic de Tellicherry; aprofitant la guerra entre Haidar i als britànics van poder recuperar el tron el 1768 fins al 1774 quan Haidar va retornar altra vegada passant els Ghats amb dos exèrcits i dominant la regió del nord de Malabar; els caps hindús es van retirar a Travancore i a Tellicherry.
El 1778 la guerra va esclatar entre francesos i britànics. Haidar, molest amb els anglesos per la protecció donada als rages de Cannanore el 1766, va iniciar també la guerra atacant Tellicherry, que fou assetjada durant dos anys fins que van arribar reforços des de Bombai i l'exèrcit assetjant fou aniquilat pels reforços i per una sortida dels assetjats. Mort Haidar, el 1784 es va signar la pau que va durar fins al 1788 quan Tipu Sultam, fill d'Haidar, va iniciar una persecució religiosa que va causar una revolta i la guerra amb els britànics el 1790; els caps perseguits per Tipu van donar suport als britànics; la guerra va acabar el 18 de març de 1792 en el tractat de Seringapatam que cedia tot el domini del nord de Malabar (excepte el Wynaad) a la Companyia Britànica de les Índies Orientals. Tot seguit es va formar el districte de Malabar a la presidència de Bombai. Wynaad fou agregat al districte després de la derrota final i mort de Tipu Sultan a Seringapatam el 1799. El 1801 el districte fou agregat a la presidència de Madras.
El 1921 la consolidació del radicalismes musulmà en un ambient colonial opressiu, va esclatar en revolta oberta del moppiles o moplahs. Es va formar un govern provisional de Moplastan a Ernad; la rebel·lió fou sufocada al cap de sis mesos.

## Geografia
El districte fou part de la Presidència de Madràs dividit en North Malabar (format pèls moderns districte de Kannur i Kasaragod, la taluka de Mananthavady del districte de Wayanad District i la taluka de Vadakara del districte de Kozhikode) i South Malabar (la resta bàsicament els de Kozhikode, Malappuram o Palakkad) i el 1947 de la província de Madràs convertida en l'Estat de Madràs per la constitució de 1950. L'1 de novembre de 1956 es van crear els estats sobre bases lingüístiques i va passar a formar part de Kerala dividint-se l'1 de gener de 1957 en tres districtes: Kannur, Kozhikode i Palakkad
El 1969 amb parts de Kozhikode i de Palakkad es va formar el districte de Malappuram. El 1980 es va crear el districte de Wayanad (abans Wynaad) amb parts dels de Kozhikode i de Kannur. El 1984 es va crear el districte de Kasaragod segregat de Kannur.
La llengua majoritària és el malayalam i la religió hindú però amb presència apreciable dels musulmans especialment els moppiles descendents de comerciants àrabs i els primers conversos locals.